# 玉錦三右衛門
玉錦三右衛門（日语：／ Tamanishiki Sanemon，1903年12月15日—1938年12月4日），本名西乃內彌壽喜，日本高知縣高知市出身的大相撲力士，第32代横綱。他身高1.73米，重136公斤。
他從1929年到1936年共贏得了九次優勝記錄，他在去世時還是一活躍的力士。

## 生涯
1903年12月15日，彌壽喜生於高知縣高知市一個農家，是家中長子。年幼時因力氣大在當地十分有名。他加入二所之関部屋，但因部屋當時規模很小。因此，他經常訪問出羽海部屋，並由橫綱栃木山守也訓練。他後來成為二所之関部屋的教練，在他的領導下，是歷史上部屋最成功的一個時期。
玉錦從1930年10月至1931年3月連續三次獲得冠軍，但他沒有晉升為橫綱。1932年1月春秋園事件爆發，這次事件是相撲史上最大的罷工。他是保持在相撲界中的十一名頂尖力士之一，並成為力士會的第一任負責人。他於1932年5月獲得第五名高分，並於1932年11月終於獲得了橫綱證書。自前橫綱宮城山福松一年半前退休以來，他是第一個橫綱。他的晉升被認為是與日本相撲協會保持聯繫並幫助他們處理春秋園事件的獎勵。
玉錦經常會拜訪立浪部屋和訓練力士，如後來的橫綱雙葉山定次。當時立浪部屋只是一個小部屋，玉錦曾6次打敗雙葉山，但是在1936年雙葉山開始他的連勝後，玉錦不再能打敗他了。
1938年，因延誤闌尾切除手術，玉錦死於巡業途中，享年34歲。